# Dauði Baldrs
Dauði Baldrs (‚Der Tod Balders‘) ist das fünfte Album des norwegischen Musikprojekts Burzum. Nachdem die vorigen Tonträger allesamt dem Black Metal mit vereinzelten elektronischen Stücken zuzuordnen waren, handelt es sich hier um das erste rein elektronische Album des Projekts und dessen erstes Konzeptalbum; es widmet sich dem germanischen Mythos um den Tod des Gottes Balder.

## Entstehungsgeschichte
Während seiner Zeit im Gefängnis distanzierte Varg Vikernes sich vom Black Metal, dem er sich seinen damaligen Aussagen zufolge nicht mehr verbunden fühlte, bezeichnete diesen als „Nigger-Musik“ und kündigte an, er werde vermutlich nie wieder Metal-Platten aufnehmen. Auch „nachdem er seine Metal-Vergangenheit verleugnete, erhielt Vikernes Burzum am Leben und nutzte die Aufnahmegeräte, die er gelegentlich während seiner Zeit im Gefängnis benutzen durfte.“ Er spielte Dauði Baldrs ausschließlich mit einem Keyboard ein, das Album wurde während seiner Zeit in Bergen im Gefängnis aufgenommen. Als Studio gibt er die Breiðablik Tónholl an. Das Album bezeichnete er als ersten Teil einer Trilogie über die Asen.
Nach seiner Entlassung kehrte Vikernes trotz gegenteiliger Aussagen wieder zum Metal zurück, griff dabei die Balder-Thematik erneut auf und kündigte an, auf dem kommenden Album Belus werde die Metal-Version des Lieds Dauði Baldrs von 1993 zu finden sein. Ebenso wie Dauði Baldrs ist Belus ein Konzeptalbum zum Lichtgott Balder; während ersteres sich aber nur auf den Mythos bis einschließlich Ragnarök bezieht, thematisiert Belus den gesamten Mythos. Im Vergleich zu Dauði Baldrs sei es eine „unendlich erleuchtetere Interpretation“.

## Titelliste
1. Dauði Baldrs (‚Der Tod Balders‘) – 8:49
2. Hermoðr á Helferð (‚Hermóðr auf seiner Reise nach Hel‘) – 2:41
3. Bálferð Baldrs (‚Balders Feuerbestattung‘) – 6:05
4. Í heimr Heljar (‚In Hels Heim‘) – 2:02
5. Illa tiðandi (‚Schlechte Neuigkeiten‘) – 10:29
6. Móti Ragnarokum (‚Ragnarök entgegen‘) – 9:04

## Gestaltung
Auf dem Schallplattencover, einem Gemälde von Tania Stene, sind mehrere stehende und ein kniender Wikinger sowie ein christlicher Priester und sein Messdiener zu sehen. In ihrer Darstellung zeichnet sich Vikernes’ rassistisches Weltbild deutlich ab: Der Mantel des knienden Wikingers, der der König der anderen ist, ist mit abgerundeten Hakenkreuzen verziert, und Vikernes selbst wies im Muspellzheimr Journal darauf hin, „dass jeder blond und blauäugig ist, außer dem Fremden, dem Überbringer des Todes, das ist der Priester und sein Meßdiener“.
Ein alternatives Cover, auf dem der Titel mit Balder’s dod angegeben ist, sind auf dem Boden nackte, tote Wikinger zu sehen; ein weiterer kauert auf dem Boden, ein bekleideter Wikinger holt mit einer Stachelkeule aus, um ihn zu erschlagen. Ein anderer lacht ihn aus, und ein weiterer hält dem nackten Wikinger ein lateinisches Kreuz entgegen.

## Musikstil und Begleittexte
Alle Stücke sind instrumental, das Album enthält allerdings begleitende Texte. Vikernes betrachtet den Mythos um Balders Tod als Metapher für unterschiedliche Seiten der menschlichen Psyche; mit Balder sterbe der Sinn des Lebens. Loki stehe für die Logik, die ein Problem erkenne und dieses ohne Erwägung der Konsequenzen zu lösen versuche. Frigg stehe für die Reinheit des Herzens und der Mistelzweig, durch den Balder stirbt, sei ein Parasit am Baum Yggdrasil, dem Baum des Lebens und der Menschheit. Höðr, den Loki benutzt, um Balder mit dem Mistelzweig zu töten, symbolisiere den Blinden im Menschen. Balders Gattin Nanna, die nach dessen Beerdigung vor Trauer stirbt, stehe für die Nähe und der von Thor im Zorn auf den Scheiterhaufen getretene und daraufhin sterbende Zwerg Lit für das Vertrauen. Demnach sterbe also das Vertrauen und die Nähe, wenn der Sinn des Lebens sterbe.
Die Asen senden daraufhin Hermóðr (die merkurische Kraft beziehungsweise die okkulten Kräfte im Menschen) in Hels Totenreich, das bei Vikernes für das Unterbewusste steht. Hermóðr trifft Balder auf dem Thron an Hels Seite sitzend an, wobei die Göttin Hel wiederum für die Selbstzensur des Menschen steht. Damit Balder wieder nach Ásgarðr kann, verlangt Hel, dass jeder und alles um ihn weint, um zu beweisen, dass er mehr als alles andere geliebt wird. Hermóðr erstattet den Asen Bericht, und sie bringen alles zum Weinen, mit Ausnahme einer alten Frau, die in Wahrheit Loki in einer Verkleidung ist. Vikernes weist diesbezüglich darauf hin, dass Logik, für die Loki ja stehe, keine Gefühle habe. Damit hindere er die Menschheit daran, den Sinn des Lebens wiederzuerlangen; in anderen Worten, die moderne Wissenschaft hindere den Menschen daran, den Sinn des Lebens wiederzuerlangen. Der Mensch wisse zwar, warum er lebe, er kenne die Wahrheit, aber er könne diese nicht akzeptieren, weil sie nicht wissenschaftlich beweisbar sei. Daher sei Ragnarök die einzige Lösung. Ragnarök sei zwar die „Götterdämmerung“ (bzw. „Dunkelheit“ der Götter, vgl. altnordisch røkkr), aber auch ein neuer Anfang. Nach dem Kampf würden Balder und die Söhne und Töchter der Götter zurückkommen und das Goldene Zeitalter bringen.
Bezüglich der Frage, wer die Rolle des Mistelzweigs spiele, empfiehlt Vikernes im Heresy, einen Blick auf die Geschichte zu werfen und sich diese Frage selbst zu stellen. Mit den darauf folgenden rhetorischen Fragen, wer die „Parasiten der Menschheit“ seien und welche Religion den heidnischen Sinn des Lebens getötet habe, spielt er jeweils auf die Juden beziehungsweise das Christentum an, womit er die im rechtsextremen Lager weit verbreitete Vorstellung eines „Judäo-Christentums“ übernimmt.
Obwohl das Schallplattencover und Vikernes’ Erläuterungen zur Bedeutung des Albums deutlich rassistisch sind, sind die Begleittexte „nicht offen neonazistisch. Sie spiegeln vielmehr seinen heidnischen Glauben und handeln von Figuren aus den norwegischen Volksmärchen und Sagen.“
Das Album ist minimalistisch, die Lieder bestehen meist nur aus wenigen einfachen Melodien, die über die gesamte Länge wiederholt werden. Truhe von metal.de ging in seiner Rezension davon aus, dass es sich um Endloswiederholungen handelte, die eigentlich nur Intros hätten werden sollen. Da es sich um MIDI-Aufnahmen handelt, klingen die imitierten Instrumente wie Saxophon (wie im ersten Lied Dauði Baldrs) und Violine nicht authentisch, wohingegen Piano- und Keyboard-Klänge normal klingen. Bálferð Baldrs ist laut Jшhnny von Ultimate-Guitar.Com ein Remake von Jesu død vom Vorgängeralbum Filosofem mit einer einzigen Melodie, die über das ganze Lied wiederholt wird; in einigen Passagen wird sie nicht gespielt, in diesen hört man nur den Hintergrundchor und Keyboards. Illa tiðandi ist das minimalistische Stück; es besteht aus nur einfachen, langsamen Pianomelodien, die zwei stetig wiederholt und gelegentlich von einem Chor ergänzt werden. Vikernes selbst schrieb 2009 auf seiner Internetseite:

"Dauði Baldrs" was what I could do from a prison cell, and "Hliðskjálf" too, but they were all music that I liked.

„‚Dauði Baldrs‘ war, was ich in einer Gefängniszelle machen konnte, und ‚Hliðskjálf‘ ebenfalls, aber sie waren alle Musik, die ich mochte.“

Bei Album Dauði Baldrs „setzte Vikernes […] auf sphärisch anmutende Synthesizer-Klänge, anstatt auf rockige Melodien“; das Album wird in der Regel dem Ambient, oder Dark Ambient zugeordnet, im Buch Lords of Chaos wird es als eine „Art düsterer Electronica“ und „in Kombination mit der mystischen Metaphorik der Texte […] sogar als dunkle New-Age-Musik“ bezeichnet.

## Rezeption
Die Musik auf Dauði Baldrs und Hliðskjálf wurde mit der Band Dead Can Dance verglichen oder als Abklatsch davon bezeichnet; Vikernes selbst erwähnte in Interviews, deren Album Within the Realm of a Dying Sun 1992 kennengelernt zu haben und häufig zu hören.
Truhe von metal.de urteilte, Burzum liefere mit Dauði Baldrs „wieder etwas richtig brauchbares ab: Druckvolle Musik, abwechslungsreiche Songs, innovative Melodiebögen. Jedenfalls theoretisch.“ Als verlängerte Intros ergäben diese Stücke „[l]angweiliges sich kaum veränderndes Keyboardgedudel, was sich aufgrund des nach einer Minute exponential ansteigenden Nervfaktors nicht einmal zum Einschlafen eignet.“ Tyler Munro von sputnikmusic urteilte, „so ziemlich alles an diesem Album“ sei schrecklich. Es sei das „Black-Metal“-Äquivalent zu der Szene aus Freddy Got Fingered, in der Gordon auf eine Orgel aus Würsten spiele, ein „lahmer Versuch“ in neoklassischem Ambiente, und klinge wie auf einem Kinderpiano gespielt. Das Schallplattencover sei lächerlich, und er habe lange nicht mehr so gelacht wie bei dieser Musik, obwohl das Album episch beginne, bis die Saxophon-MIDI-Spur einsetze. Jшhnny von Ultimate-Guitar.Com bezeichnete Dauði Baldrs als „großartiges Ambient-Album“ mit schrecklichen MIDI-Sounds, die das Album erheblich verschlechterten; er kritisierte, Instrumente wie Saxophon und Violine klängen als MIDI-Versionen lächerlich, der Klang der Lead-Violine zerstöre etwa das Lied Hermoðr á Helferð.